# Los Tigres del Norte: Historias que contar
Los Tigres del Norte: Historias que contar (bra: Os Tigres do Norte: Histórias para Contar) é um documentário de 2022 dirigido por Carlos Pérez Osorio sobre a banda mexicana Los Tigres del Norte. Foi lançado em 17 de junho de 2022, pelo Amazon Prime Video.

## Sinopse
Eduardo Hernández e Consuelo Ángulo enfrentaram a instabilidade econômica e a dificuldade de criar 11 filhos, obrigando quatro deles a sair de casa para encontrar uma forma de sustentar as suas famílias. Jorge, Hernán, Eduardo, Raúl Hernández e seu primo Óscar Lara deixam Mocorito, município do estado de Sinaloa, no México, viajando para Mexicali, Baixa Califórnia, para tentar a sorte como músicos sem outro propósito a não ser sustentar financeiramente suas vidas. O sucesso dos chamados “Rolling Stones Latino-Americanos” nasceu da necessidade, e agora eles usam suas próprias vozes para contar a história das experiências que os levaram ao trono regional mexicano.

## Elenco
- Jorge Hernández
- Hernán Hernández
- Eduardo Hernández
- Luis Hernández
- Óscar Lara
- Juventino Ángulo Lara
- Jose Ángulo Lara
- Juan Carlos Ramirez Pimienta
- Julieta Venegas
- Blanca Martínez
- Arturo Pérez-Reverte
- Elijah Wald
- Arai Mejia
- Gilberto Figueroa
- Agustin Gurza
- Padre Teodoro Gabrielli
- Jose 'Pepe' Carlos
- Marisol Hernández

## Prêmios e indicações
| Ano  | Prêmio                        | Categoria                 | Indicado                                   | Resultado |
| 2023 | 51º Emmy International Awards | Melhor Programa Artístico | Los Tigres del Norte: Historias que contar | Indicado  |